# Характеристика рівняння в частинних похідних
Якщо маємо диференціальне рівняння другого порядку в частинних похідних, що є лінійним відносно старших похідних, вигляду:
{\displaystyle a_{11}{\frac {\delta ^{2}u}{\delta x^{2}}}+2a_{12}{\frac {\delta ^{2}u}{\delta x\delta y}}+a_{22}{\frac {\delta ^{2}u}{\delta y^{2}}}+F_{0}\left(x,y,u,{\frac {\delta u}{\delta x}},{\frac {\delta u}{\delta y}}\right)=0\ \ (1)}
І ми запишемо рівняння, де {\displaystyle D=a_{12}^{2}-a_{11}a_{22}} :
{\displaystyle {\frac {dy}{dx}}={\frac {a_{12}+{\sqrt {D}}}{a_{11}}},\ {\frac {dy}{dx}}={\frac {a_{12}-{\sqrt {D}}}{a_{11}}}\ \ (2)}
То загальні інтеграли рівнянь (2) {\displaystyle \varphi (x,y)=C_{1}}, і {\displaystyle \psi (x,y)=C_{2}} утворюють дві сім'ї кривих, які називаються характеристиками рівняння (1).
Рівння (2) називаються диференціальними рівняннями характеристик.
Відповідно до означення рівнянь гіперболічного, еліптичного та параболічного типів можна зробити висновок, що для рівнянь гіперболічного типу характеристики дійсні і різні, для рівнянь еліптичного - комплексні і різні, а для рівнянь параболічного типу обидві характеристики дійсні і збігаються між собою. 